# Милосердный, Анатолий Кириллович
Анатолий Кириллович Милосердный — советский хозяйственный и политический деятель.

## Биография
Родился в 1932 году в Орше. Член КПСС.
В 1971 г. — главный инженер Оршанского станкостроительного завода «Красный борец». В 1979—2003 г. — генеральный директор ПО «Красный борец» Министерства станкостроительной промышленности СССР, директор ОАО Станкозавод «Красный борец».
За создание и освоение показательного комплексно-механизированного производства станков высокой и особо высокой точности, уникального по масштабам выпуска, технологии, организации производства и труда был в составе коллектива удостоен Государственной премии СССР в области науки и техники 1971 года.
Лауреат Государственной премии Белорусской ССР в области науки и техники.
Избирался народным депутатом СССР. Делегат XXVII съезда КПСС.
Заслуженный работник промышленности Белоруссии (1997). Почётный гражданин города Орши.
Жил в Орше.

## Награды
- Орден Октябрьской Революции
- Орден Знак Почёта